# Lac de Kolyvan
Pour les articles homonymes, voir Kolyvan.
 (signalé en juillet 2025).
Si vous disposez d'ouvrages ou d'articles de référence ou si vous connaissez des sites web de qualité traitant du thème abordé ici, merci de compléter l'article en donnant les références utiles à sa vérifiabilité et en les liant à la section « Notes et références ».
- Archive Wikiwix
- Bing
- Cairn
- DuckDuckGo
- E. Universalis
- Gallica
- Google
- G. Books
- G. News
- G. Scholar
- Persée
- Qwant
- (zh) Baidu
- (ru) Yandex
- (wd) trouver des œuvres sur Wikidata

Le lac de Kolyvan (en russe: Колыванское озеро), appelé familièrement Savvouchka, est un lac de Russie qui se trouve au pied des monts Kolyvan dans la partie nord-ouest de l'Altaï. Il est situé dans le territoire administratif du raïon de Zmeïnogorsk dépendant du kraï de l'Altaï.

## Description

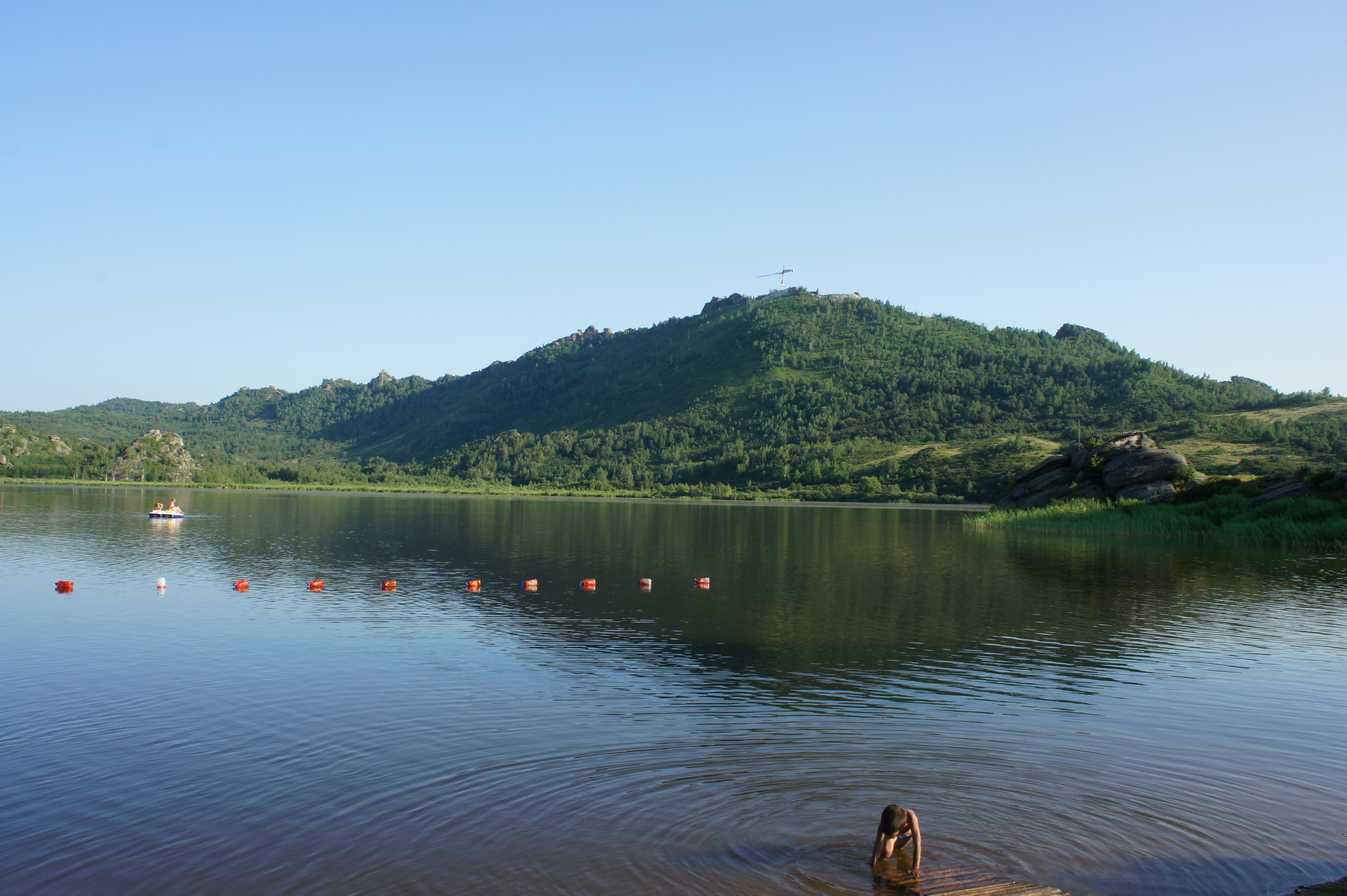
Vue du centre optique sur la montagne Bolchaïa

Le lac se trouve à 337 mètres d'altitude sur 4,5 km2. Sa profondeur maximale est de 28 mètres. Il est alimenté par la rivière Oust-Kolyvanka (appartenant au bassin de l'Ob) qui le traverse. Elle est appelée simplement la Kolyvanka en amont. Le lac s'allonge du nord au sud entre des berges basses recouvertes de roches et de buissons. Ses profondeurs sont vaseuses (jusqu'à 1,5 mètre). La localité la plus proche est le village de Savvouchka. Une station de recherche optique a été installée en 2004 en haut de la montagne Bolchaïa qui domine le lac.

## Flore
Des espèces aquatiques rares y croissent, témoins d'époques géologiques glaciaires de Sibérie, comme des espèces de mâcre nageante.

## Source de la traduction
- (ru) Cet article est partiellement ou en totalité issu de l’article de Wikipédia en russe intitulé « Колыванское озеро » (voir la liste des auteurs).